# 玛丽奇卡·普伊克
玛丽奇卡·普伊克（羅馬尼亞語：Maricica Puică，1950年7月29日—），旧姓卢卡（Luca），罗马尼亚女子田径运动员。她曾代表罗马尼亚参加1976年、1980年、1984年和1988年夏季奥林匹克运动会田径比赛，获得一枚金牌和一枚铜牌。